# Бассейн СКА
Бассейн СКА (Бассейн спортивного клуба ЛВО, Бассейн спортивного клуба Армии, Бассейн ВИФК) — здание в стиле советского модернизма. Расположен в Выборгском районе Санкт-Петербурга, современный адрес дома — Литовская улица, 3.
Здание построено в 1957—1963 годах архитекторами С. Евдокимовым и А. Изоитко, инженерами Л. Онежским и В. Мининым, автор проекта детского бассейна — Н. Башнин. Бассейн был одним из первых крытых бассейнов СССР, длина 8 дорожек — 50 метров. Изначально планировалось разместить здание на Крестовском острове, и проект был рассчитан на расположение в парке.
Варианты армоцементного свода были разработаны Ленинградским филиалом Академии архитектуры, из них выбрали тот, что был уже опробован на Московском рынке с тем изменением, что пролёт бассейна был значительно больше (в плане 37,5 м, в реализованном варианте 30). Волнистый свод гасил характерные для бассейнов шум и эхо, высота свода позволила разместить 10-, 7,5- и 5-метровые вышки для прыжков.
У цилиндрического свода отогнуты «открылки» над трибунами, ванна бассейна углублена в землю лишь частично, поэтому дополнительно её распор сдержан невысокой насыпью у стен. В проекте 1957 года цоколь рустован, боковые лестницы изогнуты волютами, между окнами продольных стен сделаны пилястры; к началу строительства архаизмы из проекта были убраны. Над выходами из фойе на галерею второго этажа сделан волнистый козырёк.
В свод, подобно тому, как это было сделано на Невском рынке, планировали вмонтировать полосы стеклоблоков, но из-за требований к теплоизоляции и неизвестной реакции материала креплений на конденсат от идеи отказались. В основание складок вместо стеклоблоков были поставлены светильники, также 70 ламп были встроены в стенки ванной. П-образные трибуны были рассчитаны на 1100 человек (в 1964 году указывалась вместимость 1610 человек, в 1971 году — 2500 человек). Глубина основного бассейна — до пяти метров, барьеры и стены у вышек были облицованы глазурованной бирюзовой плиткой, внутренняя грань опорных рам и площадок вышек, а также полы проходов были окрашены тёмно-красным, сиденья и спинки трибун выполнили из полированного дуба, поручни и кронштейны хромировали. На верхней галерее полы были сделаны из полихлорвиниловых красных и серых плиток. Люки-проходы были отделаны полированными деревянными рейками, в фойе была поставлена яркая мебель. Стены вестибюля были отделаны доломитом, на продольной стене на 1964 год планировали разместить декоративное панно.
После начала строительства было решено добавить детский бассейн, из-за чего вспомогательные помещения были проявлены дополнительными объёмами за зданием, и всё равно проход в детские раздевалки пришлось сделать сквозь взрослые.
Полукруглый витраж торцевого фасада был обведён, окна боковых фасадов охватывала общая рама, создававшая лопатками между окнами дополнительный вертикальный ритм, у окон были подоконники.
Согласно критике 1960-х годов, у здания была «свежесть и острота образного решения», на 2023 год после капитального ремонта, завершившегося в 2019 году, его описывают как «расплывшуюся по участку огромную бежевую черепаху». Пластика здания была утрачена при облицовке дешёвой плиткой.